# Eragon (personaje)
Eragon Bromsson es el protagonista de la saga de novelas de fantasía El legado, escrita por el estadounidense Christopher Paolini. Eragon es un adolescente que encuentra un huevo de dragón y se vuelve el primero de una nueva generación de "Jinetes de Dragón". En la película del mismo nombre, su personaje es interpretado por el actor Edward Speleers.

## Historia
Eragon es un joven de 15 años que tras ser abandonado a su suerte con su tío Garrow y su tía Marian, también convive con su primo Roran. Al encontrarse una piedra zafiro(que resulta ser un huevo), se convierte en un Jinete de Dragón y de la piedra nace su dragona, Saphira.

### Primeros años
Éragon era un joven de 15 años que habitaba con su tío y su primo en Carvahall, una pequeña aldea. Su madre, Selena, desapareció poco después de su nacimiento y lo dejó al cuidado de su hermano Garrow y su esposa Marian. Marian murió algunos años después de la partida de Selena, y Eragon se crio con Garrow junto a Roran, hijo de Garrow. Eragon nunca conoció durante este tiempo la identidad de su padre. Debido a las costumbres de su tío, los tres vivían apartados de los demás aldeanos, manteniéndose gracias a la caza y la agricultura. Eragon era un cazador fiero y hábil: uno de los pocos que se atrevían a cazar en las Vertebradas, una cordillera adyacente a Carvahall. Siendo una familia pobre, Garrow siempre instruyó a Eragon y Roran con principios de honestidad y sinceridad y les enseñó a vivir honorablemente.
Tempranamente en la novela Eragon, encontró una especie de piedra azul muy extraña. Como le parecía un gema valiosa, decide venderla para asegurarles la subsistencia durante el invierno. Pero la piedra resultará ser en verdad un huevo, un huevo de dragón. Aunque cuando se entera, ya es demasiado tarde, el huevo se abre y nace una pequeña dragona, a la que cuida y posteriormente llama Saphira. En el momento en el que toca a la cría con la palma, una marca llamada Gedwëy Ignasia aparece allí.
A medida que Saphira va creciendo, Eragon se da cuenta de lo difícil que será esconderla. Pero, cuando los siervos del Rey Galbatorix, los Ra'zac, entran en Carvahall en busca de la piedra desaparecida, Saphira fuerza a Eragon a huir con ella. Sin embargo, los Ra'zac entran a la granja de Eragon, quemándolo todo, incluyendo al tío de Eragon, Garrow, mientras que Roran se hallaba en Therinsford, una aldea del valle de Palancar .
Eragon acude a su casa, pero fue demasiado tarde, su tío muere y Eragon clama venganza.

## El viaje con Brom
Cuando está a punto de escapar se encuentra a Brom una especie de cuentacuentos del pueblo, él cual se ofrece a ayudarlo en su viaje. Al principio Eragon desconfía de él pero todos los conocimientos que posee acerca de dragones hacen que Eragon cambie de parecer. La primera noche Brom le entrega a Eragon una espada llamada Zar-Roc, tal espada perteneció a un jinete desconocido para Eragon ya que Brom decidió no revelar su identidad en aquel momento.
En su camino Brom le enseña a pelear con la espada demostrando un gran nivel algo que asombra a Eragon. Además después de enfrentarse y matar a dos urgalos con magia, Brom decide enseñar a Eragon a controlar la magia mediante el lenguaje antiguo. El lenguaje antiguo es el primer de todos los lenguajes y el idioma natural de los elfos. Sirve para controlar la magia ya que el nombre de algo en el idioma antiguo es su verdadero nombre.

## La aparición de Murtagh y el viaje hacia los vardenos
Según transcurre el tiempo Eragon se va volviendo más diestro en el uso de la magia. Después de su aventura en Teirm, Eragon y Brom se encaminan al Helgrind la montaña maldita cercana a la ciudad de Dras Leona. Pero allí en su segundo día y durante una visita en solitario a la catedral de la ciudad Eragon es descubierto por los Ra'zac. Eso hace que Eragon deba huir con Brom a toda prisa de la ciudad. Cuando cae la noche montan un campamento lejos de la ciudad pero esa misma noche Eragon, Brom y Saphira son capturados por los servidores de Galbatorix. Cuando todo parece perdido un joven aparece en las sombras disparando flechas contra los Ra'zac y enfrentándose a ellos. Los Ra'Zac huyen pero no sin antes lanzar un cuchillo contra Eragon el cual es interceptado por Brom en el último segundo. Aunque Eragon le cura las heridas superficiales nada puede hacer por la herida interior de su cuerpo y a los dos días muere, pero antes de morir le revela su verdadera identidad que él fue un jinete y que su dragona Saphira fue asesinada por Morzan. También le dice que la espada que posee Zar'Roc es la espada de Morzan. El muchacho que los rescató, Murtagh luego revela ser el hijo de Morzan aunque resulta ser un gran espadachín y enemigo del Imperio.
Deciden ir hacia Gil'ead para encontrar a los vardenos pero en el camino hacia allí Eragon es capturado y enviado a la cárcel. Allí conoce a Durza el Sombra y a Arya la elfa capturada por el Imperio. Eragon logra escapar con Arya la cual no se despierta de su sueño. La única esperanza de los cuatro para escapar del Imperio es viajar hacia el desierto de Hadarac.Eragon después de jurarle a Arya en Idioma Antiguo que no revelara la posición de los vardenos, Arya a través de imágenes le muestra el camino de las montañas Beor para llegar a donde los vardenos. Después de una carrera de kilómetros interminables consiguen llegar a las montaña Beor unas enormes montañas de varios kilómetros de altura. Pero cuando está allí se pone en contacto de Arya la que le dice que debe llevarla hasta los vardenos debido a que en su cuerpo hay un veneno que sólo se puede curar con una medicina que ellos poseen. Debido a eso durante cinco días los tres se ven obligados a seguir corriendo sin descanso y además con un ejército de Urgalos en las alturas.

## La muerte de Durza
Pero por suerte consigue llegar hasta ellos no sin antes someterse al examen de los gemelos, dos magos al servicio de los vardenos que entran en su mente para saber si es de fiar. Días más tarde después de llegar Eragon y Saphira se enfrentan a su primera batalla de verdad contra el ejército de Urgalos que les perseguía. Luchan duramente pero casi sin resultado. En un momento en que Eragon se encuentra solo aparece Durza al que se enfrenta pero éste le vence con ayuda de Shapira y Arya que destruyen el Isidiar Mithril para ayudar a Eragon, Durza le provoca una gran cicatriz con su espada en la espalda. Y cuando todo parece perdido aparece en el aire Saphira y Arya. Durza se prepara para lanzar un hechizo y aprovechando ese momento de distracción Eragon atraviesa el corazón de Durza matándolo.

## El viaje hacia Ellesmera y El aprendizaje con Oromis
Eragon despierta varios días después con la herida aún cicatrizando. Le informan de que ha ganado la batalla pero que esa herida estará con él para siempre. Tiempo después de elegir a Nasuada hija del rey como la líder de los vardenos Eragon, Saphira, Arya y Orik parten hacia Ellesméra la tierra de los elfos. Allí Eragon se entrena duramente con Oromis el último de los jinetes de la tierra aprendiendo los secretos de la magia y aumentando de gran forma su poder. Durante la fiesta en la que recuerdan el pacto que hicieron los elfos y los dragones (el Juramento de Sangre) una extraña magia resultado del regalo de los dragones es dada a Eragon. Esa magia produce que Eragon se transforme en un nuevo ser mitad elfo mitad hombre y con las cicatrizes curadas incluso la de la espalda. También recibe todas las ventajas de los elfos como su aspecto, su fuerza y agilidad y todas las habilidades de los dragones como su intuición.
Cuando lleva casi un año estando allí recibe la noticia de que los vardenos junto al pueblo de Surda se preparan para una gran batalla contra el ejército de Galbatorix. Eso provoca que Eragon abandone a los elfos para acudir a la batalla.

## Un nuevo jinete
Allí a pesar de su mejora se enfrentara a un nuevo jinete. Al principio no sabe quién és pero luego descubre que es Murtagh al cual creía muerto.Murtagh mata a Hrothgar, el rey de los enanos. Parece que Galbatorix descubrió que uno de los huevos había prendido para él y le obligó en el idioma antiguo a jurarle lealtad. Eso hace que se olvide de Eragon y de Saphira. Murtagh le vence fácilmente pero cuando está a punto de matarlo se detiene y le deja irse no sin antes advertirle que la próxima vez no tendrá piedad de él. Murtagh le revela que es hijo de Morzan, y hermano suyo, y antes de marcharse se lleva a Zar'roc Cuando acaba la batalla Eragon se encuentra con Roran, su primo él cual había llevado en una gran aventura a todo el pueblo de Carvahall hasta Surda. Allí Eragon promete ayudar a su primo a rescatar a Katrina la prometida de Roran que ha sido capturada por los Ra'Zac.

## La búsqueda de Katrina
Brisingr comienza con Eragon, Roran y Saphira cerca de Helgrind, planenando como atacar a los Ra'zac. En el ataque, Saphira mata a los dos Lethrblaka y Roran a un Ra'zac al que había herido Eragon. Después rescatan a Katrina y Eragon se encuentra con Sloan, por lo que decide quedarse para matar al último Ra'zac y hacer algo con Sloan. Saphira finalmente se va a Surda con Roran y Katrina, y Eragon se va andando. Esa noche Eragon descubre el nombre real de Sloan y lo manda a vivir eternamente a Ellesmera, tras consultarlo previamente con la reina Islanzadí. Días después Eragon se encuentra con Arya en el pueblo de Eastcroft, a 30 kilómetros de Melian, quien le cuenta que le estaba buscando. Juntos vuelven con los vardenos, y mientras lo hacen, Arya le cuenta a Eragon su vida.
Cuando llegan con los vardenos celebran una fiesta y Roran le pide a Eragon que case Katrina y a el al día siguiente. Eragon acepta, pero, cuando llega el día, aparecen Murtagh y Espina con 300 soldados insensibles al dolor, pero Eragon y Saphira les vencen gracias a la ayuda de los 12 hechiceros elfos que mando Islanzadí para protegerle. Después Eragon casa a Roran y a Katrina y Nasuada le manda una misión:Debe de ir a las montañas Beor para presenciar la elección del nuevo monarca de los enanos y para darle su apoyo a Orik, su amigo, que es candidato al trono.

## La fuente de poder de Galbatorix y la coronación de Orik
Después de muchos días de votaciones, traiciones y ataques uno por parte de un clan que odia a los Jinetes y que estuvo a punto de acabar con la vida de Eragon, Orik sale finalmente como rey. Saphira va a reunirse con Eragon en Farthen Dur, y, después de la celebración, Eragon y Saphira vuelven a Ellesmera con Oromis y con Glaedr para que les cuenten cual es el secreto del poder de Galbatorix. Eragon habla con Oromis y descubre que Murtagh es su medio hermano porque Murtagh era hijo de Selena y Morzan, y que su verdadero padre es Brom, que se había enamorado de su madre antes de que muriera. Después descubre que la fuente de poder de Galbatorix reside en los Eldunarís, el corazón de corazones de los dragones, donde están inculso cuando mueren, al parecer, cuando saqueó la ciudad de Doru Areaba, Galbatorix se quedó con todos los Eldunarís que había y en los siguientes años se dedicó a subyugarlos.
Después Eragon habla con Rhunon, la herrera, a quien convence de que le haga una nueva espada, ya que el bracamarte que había llevado desde que Murtagh le quitó a Zar'roc se le rompió en el ataque de Farthen Dur por parte del clan Az Sweld Rak Anhuin.
LLama a su nueva espada Brisingr, y, como es el nombre real de la espada, cada vez que lo dice su espada salta en llamas sin querer hacer el hechizo. Antes de partir con los Vardenos, que están a punto de asediar la ciudad de Feinster, Eragon y Saphira vuelven una última vez con Oromis y con Glaedr, y ellos les cuentan que ha llegado la hora de que salgan de Ellesmera, ya que los elfos están a punto de asediar Gil'ead. Además Glaedr les da a Eragon y a Saphira su eldunarí, por si mueren en la batalla. Vuelan juntos hasta el límite de Du Weldenvarden, entonces se separan.

## La muerte de Oromis
Eragon y Saphira llegan a Feinster, donde , mientras intentan matar a unos magos que están creando a un sombra, ven como Oromis y Glaedr luchan contra Murtagh y Espina. El veterano jinete y su dragón pueden con Murtagh, pero cuando están a punto de vencer aparece Galbatorix y asesina a Oromis por medio de Murtagh, lo que provoca también la muerte de Glaedr. Pero Eragon no tiene tiempo de hacer nada, ya que ha aparecido un nuevo sombra, llamado Varaug, pero Eragon le vence con la mente y Arya le clava su espada. Después Eragon cuenta a Arya lo que ha ocurrido, y Arya le permite contárselo a Nasuada. Eragon cuenta todo, incluido lo de Brom y lo de los Eldunarís. Entonces Nasuada dice que seguirán hacia el norte, conquistarán Belatona, luego Dras-Leona y finalmente irán a Uru'Baen. El libro acaba con Eragon, Saphira y el eldunarí de Glaedr sentados en la muralla de Feinster viendo el mar, ansiosos por vencer a Galbatorix.

## La derrota de Galbatorix
El tercer libro comienza con Eragon en el campamento, intentando sacar a Glaedr de su eldunarí, piedra que está en el sitio donde está el corazón en los dragones cuyo nombre se translada del Idioma Antiguo como ´´Corazón de corazones´´. Parten de allí hacia el norte, tal como Nasuada había dicho, y participaron en las batallas de Belatona y de Dras-Leona, donde batallaron contra los sacerdotes de Helgrind, quienes revelaron que no sólo adoraban a aquel, sino también a los Ra'zac.